# Tom Kristensen (forfatter)
 Der er flere personer med dette navn, se Tom Kristensen.
Aage Tom Kristensen (født 4. august 1893 i London, død 2. juni 1974 på Thurø, Svendborg) var en dansk forfatter, kritiker, lyriker, prosaist og anmelder, som havde en central plads i specielt mellemkrigstidens kulturliv.

## Liv
Tom Kristensen er født i London og voksede op i det indre København. Hans barndom skildres i den selvbiografiske roman En Anden 1923 og i erindringsbogen Aabenhjertige Fortielser 1966. Han boede på Thurø fra 1946 til sin død. Mest kendt er han for romanerne Hærværk (1930) og Livets arabesk (1921) og for digtsamlingen Fribytterdrømme (1920). "Hærværk" blev modtaget som en nøgleroman – eller som han selv udtrykte det, "som et helt nøgleknippe". Det var ved et besøg hos Harald Bergstedt han blev rådet til at skrive en roman om sit drankerliv i København. I årene 1920 til 1930 udsendte han fire digtsamlinger og tre romaner, der alle er meget tidstypiske både hvad angår ideologi og litterær teknik. Han skrev med baggrund i 1. verdenskrigs oplevelse af værditab. Alt hvad man før troede på, viser sig at være falskt – den gamle virkelighed er brudt sammen og i stedet hersker nu kaos. Tom Kristensen blev således eksponent for det det, man senere har kaldt ”den tabte generation” eller ”årgangen der måtte snuble i starten”.
Denne oplevelse af værdisammenbrud fører til et politisk engagement og en særlig interesse for det moderne sammensatte sjæleliv inspireret af Sigmund Freuds psykoanalyse.
Tom Kristensen var i 1922 på en studierejse i Asien, der bl.a. bragte ham til Kina og Japan. Oplevelserne omsatte Kristensen til digte i samlingen Paafuglefjeren. Dele af de digte, der omhandler kinarejsen, er omsat til musik af bluesmusikeren Peter Thorup i albummet Rejsen til Kina fra 1978 (senere genudgivet på CD).
I 1998 udkom et andet musikalbum der fortolkede Tom Kristensens digte, Glimtvis, af musikduo BengtssonSydow. På albummet indgik også samplede optagelser af Tom Kristensen fra gamle radiooptagelser fra DR's arkiv.
Tom Kristensen levede i lange perioder af sit forfatterskab som anmelder for Politiken og leverede nogle af karrierens fineste digte som lejlighedsdigte til nekrologer. Eksempelvis "Det er Knud, som er død" i anledning af polarforskeren Knud Rasmussens død i 1933. Hans berømte roman Hærværk foregår i journalistverdenen i København.
Fra 1960 var Tom Kristensen medlem af Det Danske Akademi og modtog i 1968 Det Danske Akademis Store Pris.
Tom Kristensen var først og fremmest kendt for sine digte og romaner, men han udgav også en lang række noveller. Flere af dem er samlet i novellesamlingen Vindrosen, som bl.a. indeholder den kendte ekspressionistiske novelle Ulykken.
I 1997 udkom Samlede digte på forlaget Gyldendal. Samlingen indeholder digtene fra alle hans ni digtsamlinger.
Kendte digte af Tom Kristensen er: Fribytter, Det er Knud, som er død og Vestergade 1924.

## Litterære stil
Et nøgleord i Tom Kristensens forfatterskab er sanselighed. Han beskriver fx storbyen København som en verden af sanselig skønhed, og et værtshusslagsmål skildres som en udladning af alskens farver i digtet Det blomstrende Slagsmål. Mange af hans digte giver udtryk for en psykisk spænding mellem at give sig sine følelser i vold og beherske dem ad tankens vej. Niels Egebak læser denne splittelse som Nietzsches koncept apolliniansk fornuft og dionysisk sanselighed i sin monografi om Kristensen. Kristensen bruger en speciel sanseteknik, hvor han som digter optræder som ”øjemenneske”, der er totalt fri for moralsk eller religiøs bevidsthed, og koncentrerer hele sin opmærksomhed om løsrevne detaljer, hvis eneste kvalitet er deres sanselighed. Kristensen beskrev sin teknik i kroniksamlingen Det Skabende Øje. Tom Kristensens formel for oplevelsen er altså æstetisk: Den konkrete ydre virkelighed erstattes derfor af en indre kunstnerisk virkelighed. Overfor denne delvise opløsning af virkeligheden står dog en fast form, hvilket bl.a. ses i en fast strofeopbygning i hans digte – kaos og orden holdes i indbyrdes spænding både for oplevelsens og sprogets vedkommende.
Afsluttende kan man generelt sige, at 1. verdenskrigs værdisammenbrud affødte tre forskellige reaktioner hos danske forfattere. Den ene var at beskrive sammenbruddet rationelt, dvs. afdække de samfundsmæssige lovmæssigheder der måtte ligge bag det øjensynlige kaos. Denne holdning indtog fx Otto Gelsted, Tom Kristensens nære ven, der blev marxist og kommunist. Den anden var at slutte sig til religiøse og konservative livsanskuelser, der ville genskabe helheden med Gud som den yderste garant. Dette livssyn ser man hos vennen Emil Bønnelycke. Den tredje var at forkaste virkeligheden som en given størrelse og se den som et ufortolket og uoverskueligt kaos: nihilisme.
Tom Kristensen er mest på linje med den sidste gruppe, og han regnes i dag som vores fornemmeste repræsentant for det, man kalder den ekspressionistiske modernisme, hvor han i begyndelsen af sit forfatterskab ligger nærmest den æstetiske retning for senere (fra 1930) at afsværge den og vende sig mod en mere eksistentiel forståelse af formålet med sin digtning.